# 527

## Úmrtí
- Anicia Juliana
- Justinus I.

## Hlavy států
- Papež – Felix III. (526–530)
- Byzantská říše – Justinus I. (518–527) » Justinián I. (527–565)
- Franská říše
  - Soissons – Chlothar I. (511–561)
  - Paříž – Childebert I. (511–558)
  - Remeš – Theuderich I. (511–534)
- Anglie
  - Wessex – Cerdic (519–534)
  - Essex – Aescwine (527–587)
- Perská říše – Kavád I. (488–496, 499–531)
- Ostrogóti – Athalarich (526–534)
- Vizigóti – Amalarich (511–531)
- Vandalové – Hilderich (523–530)